# 인천천마초등학교
인천천마초등학교는 대한민국 인천광역시 서구에 있는 공립 초등학교이다.

## 학교 연혁
| 1989년 | 9월 1일   | 인천천마초등학교 개교                                   |
| 1996년 | 10월 28일 | 급식소 준공                                             |
| 2003년 | 7월 8일   | 어학실 설치 개관                                        |
| 2004년 | 7월 23일  | 과학실 현대화 사업                                      |
| 2005년 | 12월 20일 | 향토애호교육 우수학교 표창                              |
| 2006년 | 12월 13일 | 정보화 우수학교 수상                                    |
| 2007년 | 7월 1일   | 교육복지우선지원사업 대상학교 선정(5년간)               |
| 2007년 | 11월 1일  | 학교혁신평가 종합 우수학교 선정                         |
| 2007년 | 11월 22일 | 서부교육청 학교방문평가 우수학교 선정                   |
| 2008년 | 6월 5일   | 학교 생태 숲 조성                                       |
| 2008년 | 8월 20일  | 화장실 리모델링                                         |
| 2008년 | 9월 1일   | 도서관 구축 개관                                        |
| 2008년 | 12월 12일 | 학교 자율화 추진 우수학교 선정                          |
| 2009년 | 2월 27일  | 문화예술교육 및 다문화중심학교 선정                     |
| 2009년 | 3월 5일   | 급식소 현대화                                           |
| 2009년 | 8월 7일   | 다목적 강당 신축                                        |
| 2009년 | 9월 1일   | 구강보건실 설치                                         |
| 2009년 | 12월 31일 | 종합감사 우수기관 표창                                  |
| 2010년 | 3월 2일   | 돌봄교실 개관                                           |
| 2010년 | 5월 12일  | 배드민턴부 창단식                                       |
| 2010년 | 11월 11일 | 100대 교육과정 우수학교 선정                            |
| 2010년 | 11월 30일 | 학교평가 최우수교 선정                                  |
| 2010년 | 12월 30일 | 학교평가 우수학교 교육과학기술부장관상 수상             |
| 2011년 | 2월 17일  | 2월 17일 제19회 졸업식(남 64명, 여 55명, 계 119명 졸업) |
| 2011년 | 3월 1일   | 22학급(통합 2학급)구성                                  |
| 2011년 | 3월 1일   | 제8대 김원선 교장선생님 취임                            |
| 2011년 | 3월 27일  | 교육감기 배드민턴 대회 2위                              |
| 2011년 | 6월 2일   | 교육감기 체조대회 준우승                                |
| 2012년 | 2월 14일  | 제20회 졸업식 (남55명 여43명, 계98명 졸업)              |
| 2012년 | 3월 1일   | 20학급 (통합 2학급) 구성                                |
| 2012년 | 3월 23일  | 천마초교 연혁관 개관                                    |
| 2012년 | 3월 28일  | 인천소년체육대회 배드민턴 3위, 유도 1위 입상            |
| 2012년 | 6월 2일   | 서구청장배 체조대회 참가(초등부 1위)                    |
| 2012년 | 7월 30일  | 계단, 화단, 통행로 보수공사, 노후사물함 교체            |
| 2012년 | 9월 15일  | 교육감배 스포츠클럽 체도재회 2위                        |
| 2012년 | 12월 3일  | 인천광역시 학교평가 최우수교 선정                       |
| 2013년 | 2월 15일  | 제21회 졸업식(남53명,여44명,계 97명) 총 졸업생 3977명   |
| 2013년 | 3월 1일   | 19학급(통합 2학급)구성                                  |
| 2013년 | 3월 4일   | 다문화 중심학교 운영                                    |
| 2013년 | 3월 8일   | 인천소년체육대회 참가(배드민턴 2위)                     |
| 2013년 | 7월 15일  | 운동장 체육시설물 교체 공사                             |
| 2013년 | 7월 16일  | 교육감기 체조대회 참가(장려 개인종합 3위)               |
| 2013년 | 11월 5일  | 옥상 방수 및 홈통 교체 공사                             |
| 2013년 | 12월 30일 | 인천광역시 창의인성교육활동 우수학교 선정               |
| 2014년 | 2월 14일  | 제22회 졸업식(남 48명, 여 31명, 계 79명)                |
| 2014년 | 3월 3일   | 19학급(통합 2학급) 운영                                 |
| 2015년 | 2월 13일  | 제23회 졸업식 (남 32명, 여 35명, 계 67명)               |
| 2015년 | 3월 2일   | 19학급(통합 2학급) 운영                                 |